# Щеврик іржастий
Щеврик іржастий (Anthus rufulus) — вид горобцеподібних птахів родини плискових (Motacillidae).

## Поширення
Вид досить поширений в Південній та Південно-Східній Азії від Афганістану до Філіппін. Мешкає у відкритих місцях існування, переважно на луках, невеликих чагарниках, сільськогосподарських угіддях.

## Підвиди
Виділяють шість підвидів:
- rufulus Louis Jean Pierre Vieillot in 1818 — поширений на більшій частині Індійського субконтиненту на схід до південного Китаю, на південь до південного Таїланду та Індокитаю;
- waitei Hugh Whistler in 1936 — в посушливій зоні північно-західної частини Індійського субконтиненту;
- malayensis Thomas Campbell Eyton in 1839 — дощова зона Західних Гат і Шрі-Ланки;
- lugubris Viscount Walden in 1875 — Філіппіни; можливо, також північ Борнео;
- albidus Erwin Stresemann in 1912 — на Сулавесі, Балі та в західних Малих Зондах (Ломбок, Сумбава, Комодо, Падар, Рінка, Флорес, Сумба);
- medius Wallace in 1864 — у східних Малих Зондах (Сау, Роті, Тимор, Кісар, Леті, Моа, Сермата).